# 北勢中央公園口駅
北勢中央公園口駅（ほくせいちゅうおうこうえんぐちえき）は、三重県四日市市市場町にある、三岐鉄道三岐線の駅である。ナンバリングはS07。第4回中部の駅百選認定駅。
駅名標には旧駅名である大長駅を考慮して、旧 大長と付記されている。

## 歴史

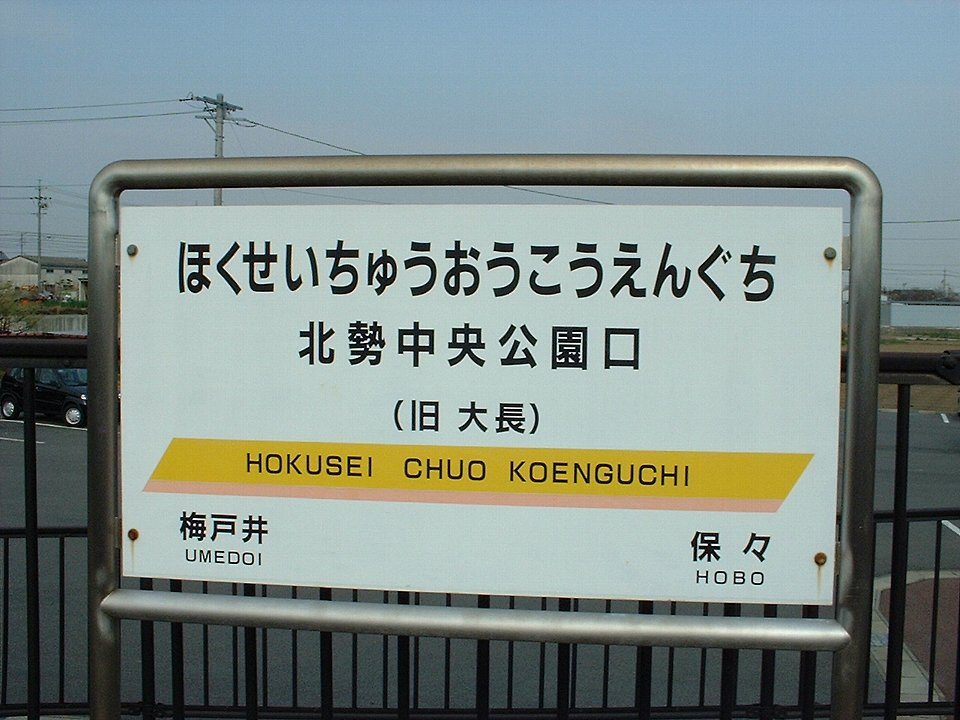
旧駅名を併記した駅名標

- 1931年（昭和6年）7月23日：大長駅（おおながえき）として開業[1]。
- 1997年（平成9年）4月1日：富田・近鉄富田方面へ100 m移動し、北勢中央公園口駅（ほくせいちゅうおうこうえんぐちえき）に改称[1]。

## 駅構造
単式ホーム1面1線を持つ地上駅。

## 利用状況
「三重県統計書」によると、1日の平均乗車人員は以下の通りである。
| 年度   | 一日平均 乗車人員 |
| ------ | ----------------- |
| 1997年 | 306               |
| 1998年 | 322               |
| 1999年 | 321               |
| 2000年 | 315               |
| 2001年 | 327               |
| 2002年 | 298               |
| 2003年 | 333               |
| 2004年 | 370               |
| 2005年 | 365               |
| 2006年 | 378               |
| 2007年 | 400               |
| 2008年 | 434               |
| 2009年 | 355               |
| 2010年 | 352               |
| 2011年 | 330               |
| 2012年 | 345               |
| 2013年 | 350               |
| 2014年 | 329               |
| 2015年 | 332               |
| 2016年 | 343               |
| 2017年 | 349               |
| 2018年 | 328               |
| 2019年 | 285               |

## 駅周辺
田園地帯にあるが、駅の南と東に集落がある。駅西側に「高見台」と呼ばれる住宅街が隣接し、その一角に工場の社員寮がある。現駅名の由来となった北勢中央公園は駅西側、東員南大社簡易郵便局は駅北東側、イオンモール東員や東員町立三和小学校は駅東側にあるが、いずれも駅からやや離れた所にある。なお、旧駅名の「大長」は近隣にある歯科医院と同院の前にあるコミュニティバスの停留所名（「大長歯科」）やスーパーマーケットの支店名として現存する。
- 大長歯科矯正歯科[5]
- 敬福寺
- 朝倉城跡（市場城跡）
- 留山古墳 - 標柱のみ設置。
- 一号舘大長店[6]
- 三重県道14号菰野東員線 - 駅北側で三岐線と（踏切で）平面交差する県道。
- 市道下野保々線
- 東員町コミュニティバス（東員町オレンジバス）「北勢中央公園口駅」停留所 - 南北線
- 三孤子川（）
- 養父川

バス停留所は駅前にあり、イオンモール東員・東員駅・ネオポリス方面へ向かう循環路線（※一部は城山口止り）が発着するが、バスそのものは朝と夕方から宵のうちに少数しか運行されない。

## 隣の駅
三岐鉄道
S 三岐線
保々駅(S06) - 北勢中央公園口駅(S07) - 梅戸井駅(S08)